# Franziska Hentschel
Franziska Hentschel, född den 29 juni 1970 i Stuttgart, Tyskland, är en tysk landhockeyspelare.
Hon tog OS-silver i damernas landhockeyturnering i samband med de olympiska landhockeytävlingarna 1992 i Barcelona.